# Карманов, Александр Сергеевич
Александр Сергеевич Карманов - российский пловец в ластах.

## Карьера
Первым тренером Александра по подводному плаванию в ластах с января 2000 по 2003 год был – мастер спорта, призёр Кубка  и Чемпионатов России по подводному плаванию Леонид Воробьев.
Победитель и призёр первенств и чемпионатов России 2001-2007 гг., неоднократный призёр и победитель этапов Кубка мира и Европы 2002-2007 гг. Наивысшее достижение Александра – бронзовая медаль на Чемпионате мира в Китае в 2004 году. Александр был неоднократным победителем чемпионатов Вооруженных Сил России по специальному плаванию (спасение утопающего).
Участвовал в эстафете олимпийского огня 2014 года в Санкт-Петербурге .